# Hypoleria macasana
Hypoleria macasana is een vlinder uit de familie Nymphalidae. De wetenschappelijke naam van de soort is voor het eerst geldig gepubliceerd in 1916 door Embrik Strand.